# Combretum deciduum
Trâm bầu rụng lá (Combretum deciduum) là một loài thực vật có hoa trong họ Trâm bầu. Loài này được Collett & Hemsl. mô tả khoa học đầu tiên năm 1890..
Ảnh của Trâm bầu rụng lá